# Leptarciella bifida
Leptarciella bifida är en insektsart som beskrevs av Synave 1959. Leptarciella bifida ingår i släktet Leptarciella och familjen vedstritar. Inga underarter finns listade i Catalogue of Life.